# St. Marys Railroad
| Bahnimpressionen St. Marys |                      |                                                       |                                               |
| Die Strecke der St. Marys Railroad |                      |                                                       |                                               |
| Streckenlänge: | 16 km                |                                                       |                                               |
| Spurweite: | 1435 mm (Normalspur) |                                                       |                                               |
| Minimaler Radius: | 130 m                |                                                       |                                               |
| |                      |                                                       |                                               |
| \| \| \| Verbindung zur CSX Transportation ehem. nach Woodbine \| \| \| \| \| \| \| \| \| 0,0 \| Kingsland (SM) \| 11 m ü. M. \| \| \| \| nach Yulee (Florida) \| \| \| \| \| Interstate 95 \| \| \| \| 9,2 \| Ausweichstelle St. Marys Road \| Ausweichstelle St. Marys Road \| \| \| \| St. Marys Road \| \| \| \| \| zur Kings Bay Navy Base \| \| \| \| 10,8 \| Hubbard Road Ausweichstelle \| Hubbard Road Ausweichstelle \| \| \| \| St. Marys River (37 m) \| \| \| \| \| Georgia Pacific Co. \| \| \| \| 13,2 \| Gleisdreieck, Ausweichstelle \| Gleisdreieck, Ausweichstelle \| \| \| \| Ausweichstelle Borrell Boulevard \| \| \| \| \| \| \| \| \| \| Gleisdreieck, Ausweichstelle Dillworth Street \| \| \| \| \| Ausweichstelle West Gallop Street \| \| \| \| 16,3 \| St. Marys \| 5 m ü. M. \| \| \| \| \| \| \| Quellen: [1] \| \| \| \| |                      |                                                       |                                               |
| |                      | Verbindung zur CSX Transportation ehem. nach Woodbine |                                               |
| |                      |                                                       |                                               |
| Bahnhof | 0,0                  | Kingsland (SM)                                        | 11 m ü. M.                                    |
| Abzweig geradeaus und nach rechts |                      | nach Yulee (Florida)                                  | nach Yulee (Florida)                          |
| Strecke mit Straßenbrücke |                      | Interstate 95                                         | Interstate 95                                 |
| Dienststation / Betriebs- oder Güterbahnhof | 9,2                  | Ausweichstelle St. Marys Road                         | Ausweichstelle St. Marys Road                 |
| Strecke mit Straßenbrücke |                      | St. Marys Road                                        | St. Marys Road                                |
| Abzweig geradeaus und nach links |                      | zur Kings Bay Navy Base                               | zur Kings Bay Navy Base                       |
| Dienststation / Betriebs- oder Güterbahnhof | 10,8                 | Hubbard Road Ausweichstelle                           | Hubbard Road Ausweichstelle                   |
| Brücke über Wasserlauf |                      | St. Marys River (37 m)                                | St. Marys River (37 m)                        |
| Abzweig geradeaus und nach links |                      | Georgia Pacific Co.                                   | Georgia Pacific Co.                           |
| Abzweig geradeaus, nach links und von links | 13,2                 | Gleisdreieck, Ausweichstelle                          | Gleisdreieck, Ausweichstelle                  |
| Dienststation / Betriebs- oder Güterbahnhof |                      | Ausweichstelle Borrell Boulevard                      | Ausweichstelle Borrell Boulevard              |
| Brücke |                      |                                                       |                                               |
| Abzweig geradeaus, nach rechts und von rechts |                      | Gleisdreieck, Ausweichstelle Dillworth Street         | Gleisdreieck, Ausweichstelle Dillworth Street |
| Dienststation / Betriebs- oder Güterbahnhof |                      | Ausweichstelle West Gallop Street                     | Ausweichstelle West Gallop Street             |
| Kopfbahnhof Streckenende | 16,3                 | St. Marys                                             | 5 m ü. M.                                     |
| |                      |                                                       |                                               |
| Quellen: |                      |                                                       |                                               |

Die St. Marys Railroad (SM) ist eine Eisenbahngesellschaft mit Sitz in St. Marys (Georgia). Sie betreibt Güterverkehr und Ausflugszüge, unter dem Namen Georgia Coastal Railway, auf einer 16 Kilometer langen Strecke von St. Marys nach Kingsland. Dort hat sie Verbindung zur CSX-Linie nach Yulee (Florida). Die Bahn befährt mit ihren Güterzügen auch diese Strecke und übergibt in Yulee an die CSX Transportation, Norfolk Southern Railway und Florida East Coast Railway. Eigentümer der Bahn ist die Boatright Company.

## Geschichte
Die St. Marys and Kingsland Railroad wurde 1865 von Captain Lemuel Johnson gegründet. Der Bahnbau verzögerte sich danach aber stark und so fuhren die ersten Züge erst am 24. Oktober 1906. Zu dieser Zeit sollte die Strecke bis nach Waycross verlängert werden. Deshalb wurde die Bahn 1911 in Atlantic, Waycross and Northern Railroad umbenannt. Dieser Ausbau kam jedoch nie zustande.

### Die Saint Marys Railroad
Kurz nach Johnsons Tod im Jahr 1918 wurde die Bahnstrecke von der Southern Fertilizer and Chemical Company of Savannah aufgekauft. Im Jahr 1939 wurde sie von der St. Marys Kraft Corporation (einer Tochtergesellschaft der Gilman Paper Company) mit Sitz in St. Marys erworben. Ab diesem Zeitpunkt trug sie den Namen Saint Marys Railroad. Unter der Leitung von Gilman verkehrte die Gesellschaft kostendeckend und kaufte 1945 ihre erste Diesellokomotive, eine GE-Lok mit 65 Tonnen und der Betriebsnummer 500. Es folgten zwei ALCo-Lokomotiven vom Typ RS3, mit den Nummern 501 und 502. Danach wurde der Verkehr nur noch mit Diesellokomotiven abgewickelt. Im Jahre 1955 wurde dann eine sechs Kilometer lange Zweigstrecke zum US-Marinestützpunkt Kings Bay erbaut. Dies erbrachte  weitere Transporte.
Die St. Marys Railroad wurde am 11. Januar 1999 in die Gilman Paper Company eingegliedert und firmierte zunächst unter dem Namen Gilman. Die Gesellschaft gliederte die Strecke kurz darauf wieder aus und gründete eine eigene Bahngesellschaft mit beschränkter Haftung. Nun wurde die Gesellschaft unter dem Namen Saint Marys Railroad, LLC geführt. Bereits am 17. Dezember 1999 wurden die Papierfabrik und die Bahngesellschaft von der Durango Paper Company aufgekauft (ab dem Jahr 2000 Durango-Georgia Company). Danach sollte die Strecke in Durango Railroad umbenannt werden. Die Bahngesellschaft lehnte dies jedoch ab und die Lokomotiven und die Fahrzeuge trugen weiterhin den Namen St. Marys Railroad. Nach zwei größeren Unfällen in der Papierfabrik schloss die Durango Paper Company 2002 und die Zukunft der Bahnstrecke schien ungewiss. Der Betrieb wurde jedoch mit einem kleineren Kundenstamm weiter aufrechterhalten.

### Übernahme durch die Boatright Company
Im Januar 2007 wurde die St. Marys Railroad, LLC von den Boatright Company mit Sitz in Birmingham (Alabama) erworben. Der Name wurde beibehalten.

### Die Ausflugszüge
Im Jahr 2013 begann die St. Marys Railroad damit Ausflugszüge mit historischen Fahrzeugen zu betreiben. Die ersten Züge fuhren am 5. Und 12. Oktober desselben Jahres. 2014 verkehrte auch die kleine Dampflokomotive Nr. 126, der Lehigh Valley Coal Company mit der Achsfolge 0-6-0T, mit Ausflugszügen.

## Heute
Die Gesellschaft befährt mit ihren Güterzügen heute auch die CSX-Strecke von Kingsland nach Yulee (Florida). Dort übergibt sie die Güterzüge an die CSX Transportation, Norfolk Southern Railway und Florida East Coast Railway. Dadurch haben ihre Kunden eine direkte Anbindung nach Jacksonville (Florida). Aktuell werden Güter für die Militärbasis sowie 
Verpackungsmaterialien und Mineralöl befördert. Es besteht die die Möglichkeit, bis zu 500 Güterwagen abzustellen. Jährlich werden etwa 1100 Wagenladungen transportiert und weitere 2000 Güterwagen zeitweise abgestellt.

### Die Georgia Coastal Railway
Heute verkehren die Ausflugszüge mit historischem Fahrzeugen und einem offenen Aussichtswagen unter dem Namen Georgia Coastal Railway. Sie starten jeweils in Kingsland und durchqueren dabei die Wälder und Sümpfe im Süden von Georgia und erreichen St. Marys nahe des gleichnamigen Flusses.

### Ausflugszüge
Es werden folgende Ausflugszüge angeboten
- Comedy Train – Zug mit wechselnden Komikern
- Karaoke Train – Zug mit Karaoke
- Pirate Train – Zug mit Piratenparty für Kinder oder Erwachsene
- Easter Train Ride – Oster-Zug für Kinder
- Murder Mystery Express – Zug mit Theateraufführung
- Great Gatsby Getaway – 20er Jahre Zug für Erwachsene
- Tea Train – Zug mit Tee-Party
- Pizza Party Express – Zug mit Bewirtung
- Wine Special – Zug mit Weinverkostung
- SCI-FI Express – Zug mit Filmvorführung
- Freedom Flyer – Zugfahrt am Nationalfeiertag mit Hot Dogs
- Catch a Rising Star! – Zug mit Livemusik junger Talente
- Wild West Train – Zug mit Theateraufführung
- Halloween Train – Zug an Halloween für Kinder
- Christmas Train – Zug in der Weihnachtszeit für Kinder[5]

## Fahrzeuge
| Lokomotiven                            |                             |            |              |                | |      |
| Betriebs Nr.                           | Hersteller                  | Modell     | Seriennummer | Baujahr        | Bemerkung | Bild |
| Diesellokomotiven aktuell              |                             |            |              |                | |      |
| 1214                                   | Electro-Motive Diesel       | MP15AC     | 837079-15    | November 1984  | Ehem. Seaboard System Railroad, 2018 erworben. |      |
| 2379                                   | Electro-Motive Diesel       | MP15DC     | 787185-6     | September 1979 | Ehem. Southern RailwayNr. 2379, ehem. Norfolk Southern Railway Nr. 2379, ist im aktiven Dienst.                                                         |      |
| 2389                                   | Electro-Motive Diesel       | MP15DC     | 787244-6     | September 1979 | Ehem. Southern Railway Nr. 2389, ehem. Norfolk Southern Railway Nr. 2389, ist im aktiven Dienst.                                                        |      |
| Ehemalige Diesellokomotiven/Triebwagen |                             |            |              |                | |      |
| 500                                    | GE Transportation Systems   | 65 Tonnen  | 18079        |                | 1945 neu erworben, Spitzname „Ziege“. |      |
| 501                                    | American Locomotive Company | RS3        | 78546        | März 1951      | Neu erworben. |      |
| 502                                    | American Locomotive Company | RS3        | 81842        | Januar 1956    | Neu erworben. |      |
| 503                                    | Electro-Motive Diesel       | SW1500     | 37068        | Juni 1971      | An die Birmingham Southern Railroad verkauft, bekam dort die Nr. 355.                                                                                   |      |
| 504                                    | Electro-Motive Diesel       | MP15DC     | 74645-1      | Oktober 1974   | Neu erworben, an Watco Companies verkauft. |      |
| 505                                    | Electro-Motive Diesel       | MP15DC     | 756156-1     | Mai 1976       | Neu erworben, an die Birmingham Southern Railroad verkauft, bekam dort die Nr. 373.                                                                     |      |
| 506                                    | Electro-Motive Diesel       | SW1200RS   | A1896        | Juli 1960      | Ehem. Canadian Pacific Railway Nr. 1270/8150, ca. 2007 erworben.                                                                                        |      |
| 507                                    | Electro-Motive Diesel       | GP7/GP16u  | 17372        | September 1952 | Ehem. Seaboard Air Line Railroad Nr. 1800, ehm. CSX Transportation Nr. 1801, ca. 2007 erworben.                                                         |      |
| 1100                                   | Electro-Motive Diesel       | FP-10A     | 3596         | Dezember 1946  | War bei Ausflugszügen im Einsatz, an die San Luis and Rio Grande Railroad verkauft.                                                                     |      |
| 1180                                   | Electro-Motive Diesel       | Triebwagen | 163          | 1926           | Ehem. Boston and Maine Railroad Nr. 180/1180, in den 1950ern im Einsatz.                                                                                |      |
| Fahrzeuge der Georgia Coastal Railway  |                             |            |              |                | |      |
| Diesellokomotiven                      |                             |            |              |                | |      |
| 1547                                   | Electro-Motive Diesel       | EMDGP15-1  | 787249-57    | November 1979  | Ehem. Conrail Nr. 1641, ehem. CSX Transportation Nr. 1547, ist vor Ausflugszüge im Einsatz.                                                             |      |
| 1752                                   | Electro-Motive Diesel       | FP-9A      | A641         | Januar 1955    | Ehem. Canadian National Railway Nr. 6511, ehem. Algoma Central Railway Nr. 1752, ehem. Keokuk Junction Railway 1752, seit 2021 bei der GCRy im Einsatz. |      |
| 1912                                   | Electro-Motive Diesel       | GP9        |              | Oktober 1955   | Ehem. Seaboard Air Line Railroad Nr. 1912, ehem. Orland and Northwestern Railway Nr. 1912, seit 2021 bei der GCRy im Einsatz.                           |      |
| 4135                                   | Electro-Motive Diesel       | GP40       |              | 1967           | Ehem. New York Central Railroad Nr. 3070, seit 2021 bei der GCRy und wird aufgearbeitet.                                                                |      |
| Personenwagen                          |                             |            |              |                | |      |
| 2378 “Golden Sand”                     | Budd Company                |            |              | 1950           | Ehem. Southern Pacific Railroad Nr. 2378, ehem. Orland and Northwestern Railway, seit 2021 bei der GCRy im Einsatz.                                     |      |
| 202 „Silver Tureen“                    | Budd Company                |            |              | 1955           | Ehem. Chicago, Burlington and Quincy Railroad. |      |
| 1498 „Ohio State University“           | Pullman Palace Car Company  |            |              | 1948           | Ehem. Pennsylvania Railroad, mit Lackierung der Norfolk and Western Railroad.                                                                           |      |
| [ 6 ] [ 7 ] [ 8 ] [ 9 ]                |                             |            |              |                | |      |